# 達爾科·尤基奇
達爾科·尤基奇（丹麥語：Darko Jukić，1990年8月23日—），丹麥籃球運動員，現在效力於瑞典聯賽球隊Södertälje Kings。他也代表丹麥國家籃球隊參賽。